# Amasi
Amasi (Afrikaans: maas) is een traditionele thermofiele yoghurt uit Zuidelijk Afrika. De yoghurt lijkt op klassieke yoghurt of kwark, maar wordt bereid met andere micro-organismen en heeft een iets andere smaak en structuur.
Amasi is rijk aan probiotica en bevat actieve levende bacterieculturen. Qua structuur lijkt het op iets dat het midden houdt tussen cottage cheese en yoghurt.
Het wordt traditioneel bereid door niet-gepasteuriseerde koemelk in een kalebas te gieten en deze te laten gisten. De gistende melk ontwikkelt amasi en wei; de wei wordt umlaza genoemd. Het wordt traditioneel geserveerd in aarden potten en gegeten met houten lepels.